# Lipscomb (Texas)
Lipscomb es un lugar designado por el censo (en inglés, census-designated place, CDP) situado en el condado de Lipscomb, Texas, Estados Unidos. Según el censo de 2020, tiene una población de 66 habitantes.
Es la sede del condado. 

## Geografía
La localidad está ubicada en las coordenadas 36°13′17″N 100°15′44″O / 36.22139, -100.26222. Según la Oficina del Censo, tiene una superficie de 9.72 km², correspondientes en su totalidad a tierra firme.

## Demografía
| Raza                   | Núm. | Porc.   |
| ---------------------- | ---- | ------- |
| Blancos                | 57   | 86.36%  |
| Afroamericanos         | 1    | 1.52%   |
| Amerindios             | 2    | 3.03%   |
| De una mezcla de razas | 6    | 9.09%   |
| Total                  | 66   | 100.00% |

Del total de la población, el 3.03% son hispanos o latinos de cualquier raza.